# Лос Кактус (Артеага)
Лос Кактус (шп. Los Cactus) насеље је у Мексику у савезној држави Коавила у општини Артеага. Насеље се налази на надморској висини од 1630 м.

## Становништво
Према подацима из 2005. године у насељу је живело 7 становника.

### Хронологија
| Година       | 2005 |
| ------------ | ---- |
| Становништво | 7    |

### Попис
| # | Индикатор                        | Вредност |
| - | -------------------------------- | -------- |
| 1 | Укупно појединачних домаћинстава | 2        |